# Miconia bolivarensis
Miconia bolivarensis es una especie de planta con flor en la familia de las Melastomataceae. Es endémica de  Ecuador.

## Distribución y hábitat
Es un arbusto endémico de Ecuador, donde se sabe que se producen en cinco lugares en la vertiente occidental de los Andes. Encontrada en las provincias de Bolívar, Chimborazo y Cotopaxi. No se ha confirmado dentro de la red de áreas protegidas de Ecuador, pero potencialmente puede encontrarse protegida por la Reserva Ecológica Los Ilinizas. En 1997, la UICN clasifica a la especie como "rara" (Walter y Gillett 1998). Aparte de la destrucción del hábitat, no se conocen amenazas específicas.

## Taxonomía
Miconia bolivarensis fue descrita por Célestin Alfred Cogniaux y publicado en Monographiae Phanerogamarum 7: 901. 1891.
Etimología
Miconia: nombre genérico que fue otorgado en honor del botánico catalán Francisco Micó.
bolivarensis: epíteto  geográfico que alude a su localización en Bolívar.